# Arriach
Arriach är en ort och kommun  i Österrike. Den ligger i distriktet Villach-Land i förbundslandet Kärnten, 250 kilometer sydväst om huvudstaden Wien. 
Kommunen består av 14 orter (Ortschaften) (inom parentes invånarantal 1 januari 2024):

- Arriach (366)
- Berg ob Arriach (40)
- Dreihofen (51)
- Hinterbuchholz (20)
- Hinterwinkl (90)
- Hundsdorf (150)
- Innerteuchen (92)
- Laastadt (178)
- Oberwöllan (59)
- Sauboden (116)
- Sauerwald (22)
- Stadt (34)
- Unterwöllan (83)
- Vorderwinkl (40)